# 滝澤諒
滝澤 諒（たきざわ りょう、1998年2月14日 - ）は、日本の俳優。神奈川県出身。deemade所属。

## 来歴・人物
- 2008年、劇団四季「ライオンキング」ヤングシンバ役で本格的に芸能活動を開始[1]。
- 2018年3月21日、「六本木一丁目声優學園」卒業。
- 新感覚アイドルユニット「Hi!Superb」RYOとしても活動。
- 趣味は洋画鑑賞、筋トレ、岩盤浴。
- 特技はクラシックバレエ、ダンス全般。
- 2月14日が誕生日であることからチョコレートや、ミルクレープやミルフィーユ、バウムクーヘンなどの層になっているお菓子やグミが好きであるという[1]。
- 芸能事務所アミュレートと業務提携。
- 2019年11月30日、「滝澤諒OFFICAL YouTubeチャンネル」開設。

## 出演

### 舞台
- 劇団四季「ライオンキング」（2008年11月 - 2011年4月） - ヤングシンバ 役
- ミュージカル「スタミュ」 - 暁 鏡司 役
  - ミュージカル「スタミュ」（2017年4月）[2]
  - ミュージカル「スタミュ」第2弾（2018年7月）[3]
- ブイラボミュージカルVOL.3「眠れる森の神女」（2017年8月23日、六行会ホール）六本木一丁目声優學園としてゲスト出演
- B-PROJECT on STAGE「OVER the WAVE!」 - 寺光遙日 役
  - B-PROJECT on STAGE「OVER the WAVE!」（2017年7月 - 8月）[4]
  - B-PROJECT on STAGE「OVER the WAVE! REMiX」（2018年2月 - 3月）[5]
- ミュージカル「Code:Realize」（2018年5月） - サン・ジェルマン 役 [6]
- 歌劇派ステージ「ダメプリ」- 主演・ナレク 役
  - ダメ王子 VS 完璧王子（2018年12月1日 - 9日、AiiA 2.5 Theater Tokyo）[7]
  - ダメ王子 VS 偽物王子（2019年5月17日 - 23日、よみうり大手町ホール）[8]
- レイルウェイ（2019年2月22日 - 3月2日、全労済ホール スペース・ゼロ） - 八雲樹 役[9]
- Otona Project 第二十八弾 演劇ユニット【爆走おとな小学生】第十三回全校集会『勇者セイヤンの物語（真）』（2019年12月4日 - 12月8日、全労済ホール スペース・ゼロ） - 主演・勇者セイヤン 役（東京公演のみ出演）[10]
- リアルファイティング『はじめの一歩』The Glorious Stage!!（2020年1月31日 - 2月9日、品川プリンスホテル ステラボール） - 宮田一郎 役[11]
- 『ヒプノシスマイク-Division Rap Battle-』Rule the Stage - 有栖川帝統 役
  - 『ヒプノシスマイク-Division Rap Battle-』Rule the Stage -track.2-（2020年8月12日 - 19日、品川プリンスホテル ステラボール）※5月15日 - 31日から延期[12]
  - 『ヒプノシスマイク-Division Rap Battle-』Rule the Stage -track.4- （2021年2月5日 - 19日、TOKYO DOME CITY HALL / 2月25日 - 28日、メルパルクホール 大阪 / 3月5日 - 7日、福岡 サンパレス ホテル＆ホール）
  - 『ヒプノシスマイク-Division Rap Battle-』Rule the Stage -track.2 replay-（2021年3月11日 - 21日、品川プリンスホテル ステラボール）
  - 『ヒプノシスマイク -Division Rap Battle- Hypnosis Flava@Mixalive TOKYO< VISUAL COMMENTARY>』（2021年6月16日、Mixalive TOKYO）
  - 『ヒプノシスマイク-Division Rap Battle-』Rule the Stage -Battle of Pride-（2021年8月14日・15日、大阪公演 / 8月24日・25日、神奈川公演）[13]
  - 『ヒプノシスマイク -Division Rap Battle-』Rule the Stage -Rep LIVE-」side F.P（2022年7月23日、Zepp Sapporo / 2022年7月29日 - 31日、Zepp Haneda / 2022年8月2日 - 3日、Zepp Nagoya）[14]
  - 『ヒプノシスマイク -Division Rap Battle-』Rule the Stage -Rep LIVE-（2023年3月2日 - 5日、COOL JAPAN PARK OSAKA WWホール / 2023年3月9日 - 19日、TOKYO DOME CITY HALL）[15]
- 舞台『銀牙 -流れ星 銀-』～牙城決戦編～（2020年10月22日 - 11月1日、天王洲 銀河劇場） - 如月 役[16]
- 朗読劇「朝彦と夜彦 1987」（2020年12月15日 - 20日、六本木トリコロールシアター） - 朝彦 役[17]
- 舞台『SK∞ エスケーエイト The Stage』 - ランガ 役
  - 第1部：The First Part ～熱い夜のはじまり～（2021年12月2日 - 12日、天王洲 銀河劇場）[18]
  - 第2部：The Last Part ～俺たちの無限大～（2023年1月11日 - 15日、シアター1010）[19]
- 『Dancing☆Starプリキュア』The Stage - 夏目颯斗 / キュアロック 役
  - 『Dancing☆Starプリキュア』The Stage（2023年10月28日 - 11月5日、品川プリンスホテル ステラボール / 11月10日 - 12日、サンケイホールブリーゼ）[20][21][22]
  - 『Dancing☆Starプリキュア』The Stage2（2025年2月15日 - 23日、シアターH / 3月1日・2日、京都劇場）[23]
  - 『Dancing☆Starプリキュア』The Stage3（2025年12月5日 - 14日、天王洲 銀河劇場 / 12月19日 - 21日、COOL JAPAN PARK OSAKA TTホール）[24]
- 舞台『サイボーグ009』（2024年5月18日 - 26日、日本青年館ホール） - 0010 / プラス、シキ 役[25]
- 舞台『Solliev0』（2024年8月2日 - 12日、品川プリンスホテル クラブeX） - 伊藤瑛士 役[26]
- 笑いの実践集団 vol.2 リーディングアクト『他人地獄』～ジャン＝ポール・サルトル『出口なし』より～（2024年10月4日・5日、シアター・アルファ東京）[27]
- マーダーミステリーシアター『殺意の代償』（2025年3月16日、品川プリンスホテル クラブeX）[28]
- 『ワールドトリガー the Stage』B級ランク戦最終決戦編（2025年4月12日 - 20日、日本青年館ホール / 4月24日 - 27日、COOL JAPAN PARK OSAKA WWホール / 5月2日 - 11日、シアターH） - 王子一彰 役[29]
- ネルケ×悪童会議プロジェクト『絢爛とか爛漫とか』（2025年9月11日 - 28日〈予定〉、新宿シアタートップス） - 主演・古賀大介 役[30]
- 梅棒 20th Breakdown『FINAL JACKET』（2025年11月14日〈予定〉、サンシャイン劇場）[31]

### テレビドラマ
- スクール!!（2011年4月、フジテレビ） - 滝沢良平 役
- KING OF DANCE（2020年4月 - 、読売テレビ） - E-G 役[32]
- 戦国炒飯TV ～なんとなく歴史が学べる映像～（2020年8月1日 - 、TOKYO MX、BS11ほか） - うつけ坂49 前田利家 役、ChoshU 高杉晋作 役、official付け髭男dism豊臣秀長役
- 顔だけ先生（2021年10月9日 - 12月18日、東海テレビ・フジテレビ） - 本郷茂 役[33][34]
- 仮面ライダーガヴ（2024年9月8日 - 、テレビ朝日） - ニエルブ・ストマック 役[35]

### テレビアニメ
- 遊☆戯☆王SEVENS（2020年8月8日 - 、テレビ東京） -  御前乃ウシロウ 役[36]
- 遊☆戯☆王ゴーラッシュ!!（2022年5月18日 - 、テレビ東京） -  御前乃さん / 御前乃モンダイ 役

### テレビ番組
- ジャパコン★ワンダーランド（アニメパート）（2016年7月 - 10月、BSフジ） - 8スタのローディ 役
- イケメン声優が騙し合い六學人狼部（2016年10月 - 12月、TOKYO MX2）
- 猫のひたいほどワイド（2019年4月 - 2020年3月、テレビ神奈川） - 猫の手も借り隊 水曜イエロー[37]

### 映画
- 仮面ライダーガヴ お菓子の家の侵略者（2025年7月25日、東映） - ニエルブ・ストマック 役[38]

### イベント・LIVE
- 鈴木このみ Birthday Live 2016 ～Cheers!!!（2016年11月）
- Animelo Summer Live 2016 刻 -TOKI-（2016年8月） - アニサマダンサーとして出演
- 六本木一丁目声優學園 初単独イベント「六學祭」（2018年3月21日、六本木morph）
- Anime Matsuri 2018（2018年3月30日 - 4月1日、アメリカ・ヒューストン） - B-Project on STAGE 寺光遙日 役として出演[39]
- 出張猫ひたガーデニング部（2019年9月16日、tvkハウジングプラザ横浜）[40]
- 滝澤諒 1stイベント～so goooood!!!!!!!～（2019年11月17日、六本木 morph-tokyo）[41]
- 滝澤諒 22nd Birthday Event ～Chocolate Memories～ （2020年2月24日、SPACE ODD）
- ACTORS☆LEAGUE in Dance 2025（2025年8月26日〈予定〉、国立代々木競技場 第一体育館）[42]

### オリジナルビデオ
- SWEET NIGHTMARE GAME ～おかしなゲーム大会～（2025年4月9日、東映ビデオ） - ニエルブ・ストマック 役[43]

### ゲーム
- 快感♥フレーズ CLIMAX -NEXT GENERATION- - 犬塚蜂矢 役[44]
- 喧嘩番長 乙女 2nd Rumble !!

### 玩具
- 仮面ライダーガヴ DXミミックデバイザー（2025年5月22日）

## 書籍
- 1st写真集『TREASURE』（2022年2月14日、東京ニュース通信社）ISBN 978-4-86701-373-1

## ディスコグラフィ

### キャラクターソング
| 発売日        | 商品名                                       | 歌                             | 楽曲                                    | 備考                                       |
| ------------- | -------------------------------------------- | ------------------------------ | --------------------------------------- | ------------------------------------------ |
| 2020年3月25日 | JEALOUSYS                                    | F★light                        | 「Galaxy Dream」 「Spark in the night」 | ゲーム『快感♥フレーズ CLIMAX』関連曲       |
| 2025年4月29日 | 仮面ライダーガヴ キャラクターソングアルバム2 | ニエルブ・ストマック（滝澤諒） | 「The Formula」                         | 特撮テレビドラマ『仮面ライダーガヴ』関連曲 |

### ユニットメンバー
1. ↑  藤原ヒカル（菊地燎）、犬塚蜂矢（滝澤諒）、白鳥春月（小林大紀）、神崎夏向（ランズベリー・アーサー）、豪道司（岩永賢之丞）、柊北斗（石井孝英）